# Lentipes armatus
Lentipes armatus es una especie de peces de la familia de los Gobiidae en el orden de los Perciformes.

## Distribución geográfica
Se encuentran en las Islas Ryukyu.

## Observaciones
Es inofensivo para los humanos.